# Workgroup Server
I Workgroup Server sono una famiglia di computer tower server prodotti da Apple Inc. dal 1993 al 1998. Sono stati sostituiti dai Macintosh Server.
Si basano sui processori Motorola 68k e PowerPC 6xx.

## Storia
Pur essendo presentati da Apple come dei server in realtà non erano altro che una versione rimaneggiata dei computer di fascia alta messi in un case differente e con un nome differente. Erano tutti basati su schede madri di computer della serie Quadra, Power Macintosh e in un caso anche Centris. Gli unici sistemi che si potevano realmente chiamare server erano i Network Server 500/700 che erano stati esplicitamente progettati per lavorare in rete ed erano dotati di AIX 4.1.4, una versione di UNIX prodotto da IBM, ma ebbero scarso successo. I sistemi Workgroup Server erano venduti con Mac OS e una serie di strumenti software sviluppati per l'amministrazione dei servizi offerti. Il primo esponente della famiglia venne presentato nel 1993 mentre l'ultimo venne annunciato nel 1997.